# Vol Omega Aerial Refueling Services 70
Le 18 mai 2011, le Boeing 707 effectuant le vol Omega Aerial Refueling Services 70, un vol de ravitaillement régulier assuré par Omega Aerial Refueling Services, s'est écrasé lors du décollage depuis la base aéronavale de Point Mugu, en Californie, alors qu'il s'apprêtait à ravitailler des McDonnell Douglas F/A-18 Hornet de l'US Navy se trouvant à proximité. Les trois membres d'équipage présents à bord ont tous survécu à l'accident.

## Contexte

### Avion

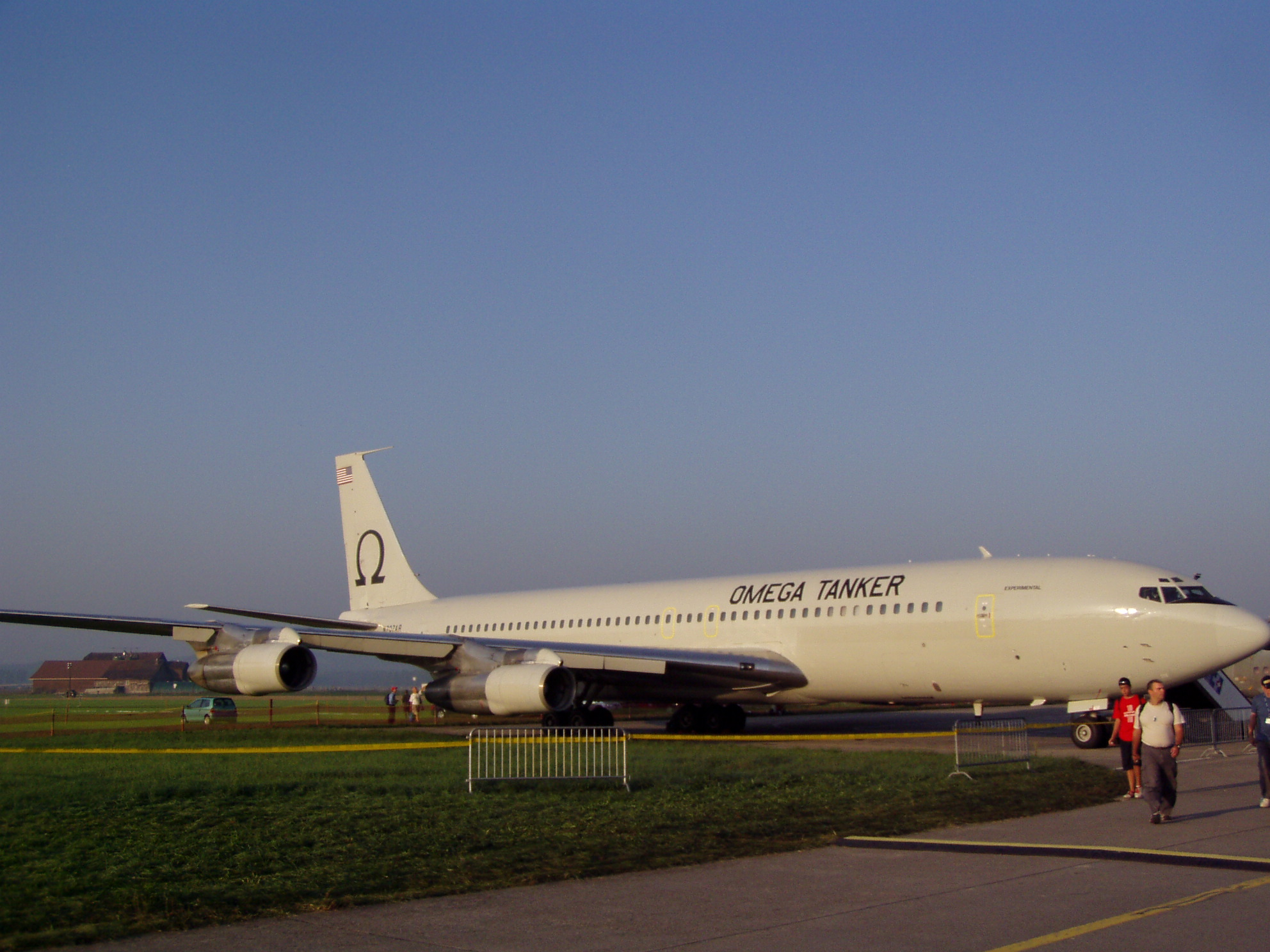
L'appareil impliqué dans l'accident (N707AR), ici à la base aérienne de Payerne en septembre 2004.

L'aéronef est un Boeing 707-321B modifié. Construit en 1969, il totalise 47 856 heures de vol, dont 15 186 cycles (décollage/atterrissage), au moment de l'accident.
Cet avion a déjà été impliqué dans un incident le 20 février 1969, alors qu'il opérait pour la Pan American World Airways (N892PA), durant lequel il est sorti de la piste de l'aéroport Kingsford-Smith de Sydney après que le moteur n°2 ait subi une collision aviaire lors de la course au décollage.
Omega Aerial Refueling Services a acquis l'avion le 29 juillet 1994, avant de le convertir en avion-citerne en 1996. 

### Équipage
Le commandant de bord, Chris Thurmond (41 ans), totalise 5 117 heures de vol, dont 2 730 heures sur Boeing 707. Il a été embauché par Omega Aerial Refueling Services en septembre 2008. Au moment de l'accident, il possède les qualifications de type pour le Boeing 707, le Boeing 720, le Beriev Be-200 et l'Airbus A320. Ancien pilote de l'US Navy, il avait déjà volé sur Boeing 707 et sur Boeing E-6 Mercury ; il avait également piloté sur Beechcraft King Air en Europe, ainsi que sur Airbus A320 chez United Airlines (en tant que copilote).
Le copilote, Joseph Becker (45 ans), cumule 4 052 heures de vol, dont 2 900 heures sur 707. Il a été embauché par la compagnie aérienne en octobre 2008. Dans l'US Navy, il a piloté sur Raytheon T-1 Jayhawk, sur Boeing E-6 Mercury et sur Beechcraft C-12 Huron. Chez Omega Aerial Refueling Services, il piloté sur le McDonnell Douglas DC-10 et sur le 707. Il avait également les qualifications de type pour les Boeing 707 et 720, ainsi que pour le Beriev Be-200 et le DC-10.
L'ingénieur de vol, Ken McNamara (50 ans), compte environ 9 000 heures de vol, dont 6 500 heures sur 707. Il a été embauché par la compagnie aérienne en novembre 2002. Au sein de l'U.S. Air Force, il a piloté sur Lockheed C-141 Starlifter. Il a également piloté sur Boeing 707 et sur Boeing 747, et il avait les qualifications de type pour le 707 et le DC-10.

## Accident
L'équipage du vol 70 a effectué une inspection pré-vol et n'a rien trouvé d'anormal. Pendant le roulage, des vents ont été signalés en provenance de 280° à 24 nœuds (44 km/h), avec des rafales à 34 nœuds (63 km/h). L'équipage a alors calculé la vitesse maximale d’interruption du décollage (V1) à 141 nœuds (261 km/h) et la vitesse de rotation (VR) à 147 nœuds (272 km/h), que les pilotes ont augmentée de 5 nœuds (environ 9 km/h), pour compenser les rafales de vents. 
À 17 h 23 PDT, le vol 70 a été autorisé à décoller de la piste 21 et l'équipage a reçu l'instruction de tourner à gauche à 160° après le départ. Le décollage s’est déroulé normalement et le 707 a décollé de la piste. Juste après le décollage, à seulement 6 m au-dessus de la piste et à 2 100 m de celle-ci, le moteur n°2 s'est détaché de l'aile et a heurté le capot du moteur n°1, provoquant une forte traînée et une réduction importante de la poussée.
Malgré l'aileron droit relevé et la gouverne de direction braquée à fond vers la droite, l'appareil a commencé à descendre rapidement et à dériver vers la gauche. Le commandant de bord a abaissé le nez et remis les ailes à l'horizontale, ce qui a entraîné de multiples contacts avec la piste. Après l'atterrissage, l'avion a continué de dériver vers la gauche et est sorti de la piste, en traversant une voie de circulation avant de s'immobiliser dans un marais à proximité. Un incendie s'est ensuite déclaré, consumant entièrement la partie supérieure du fuselage et du cockpit. Les trois membres d'équipage ont survécu, malgré quelques blessures mineures.

Site de l'accident
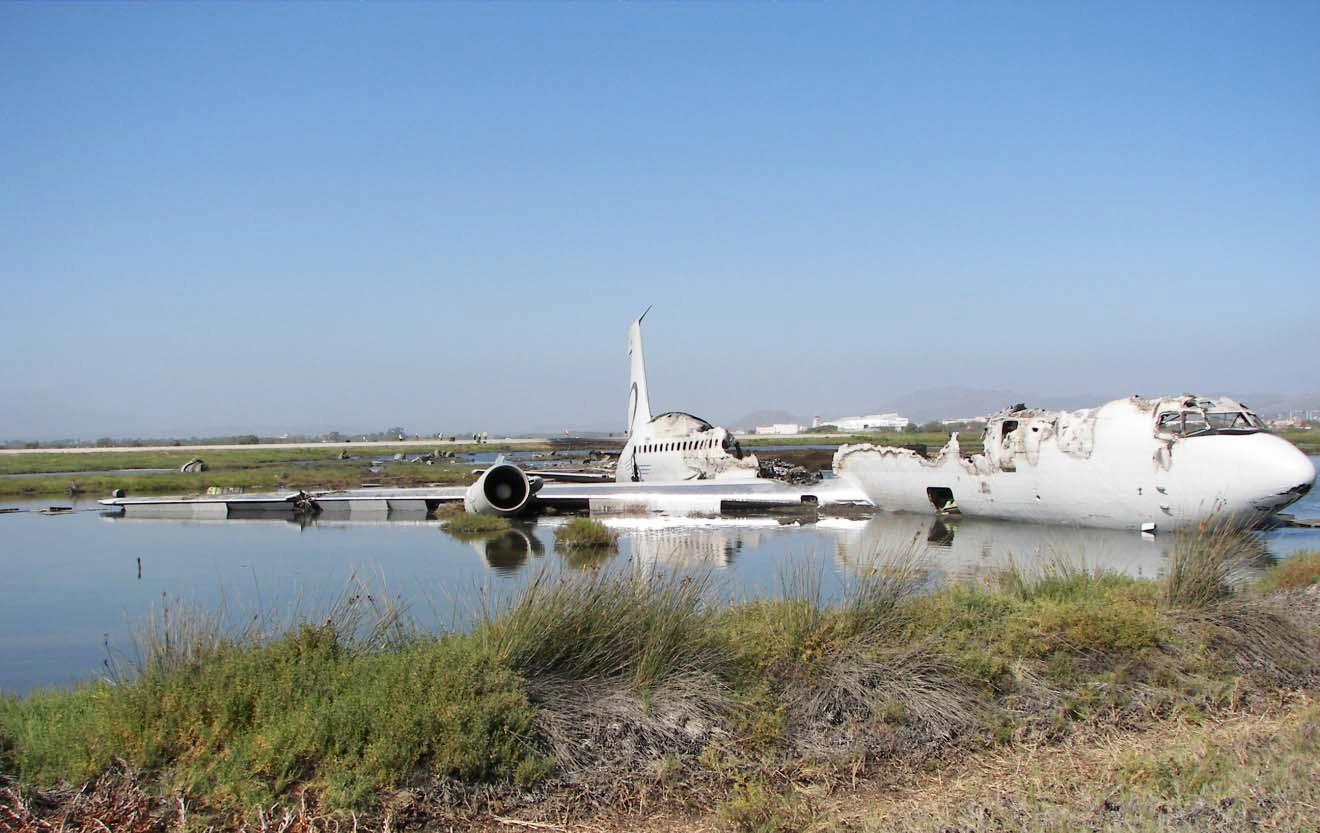
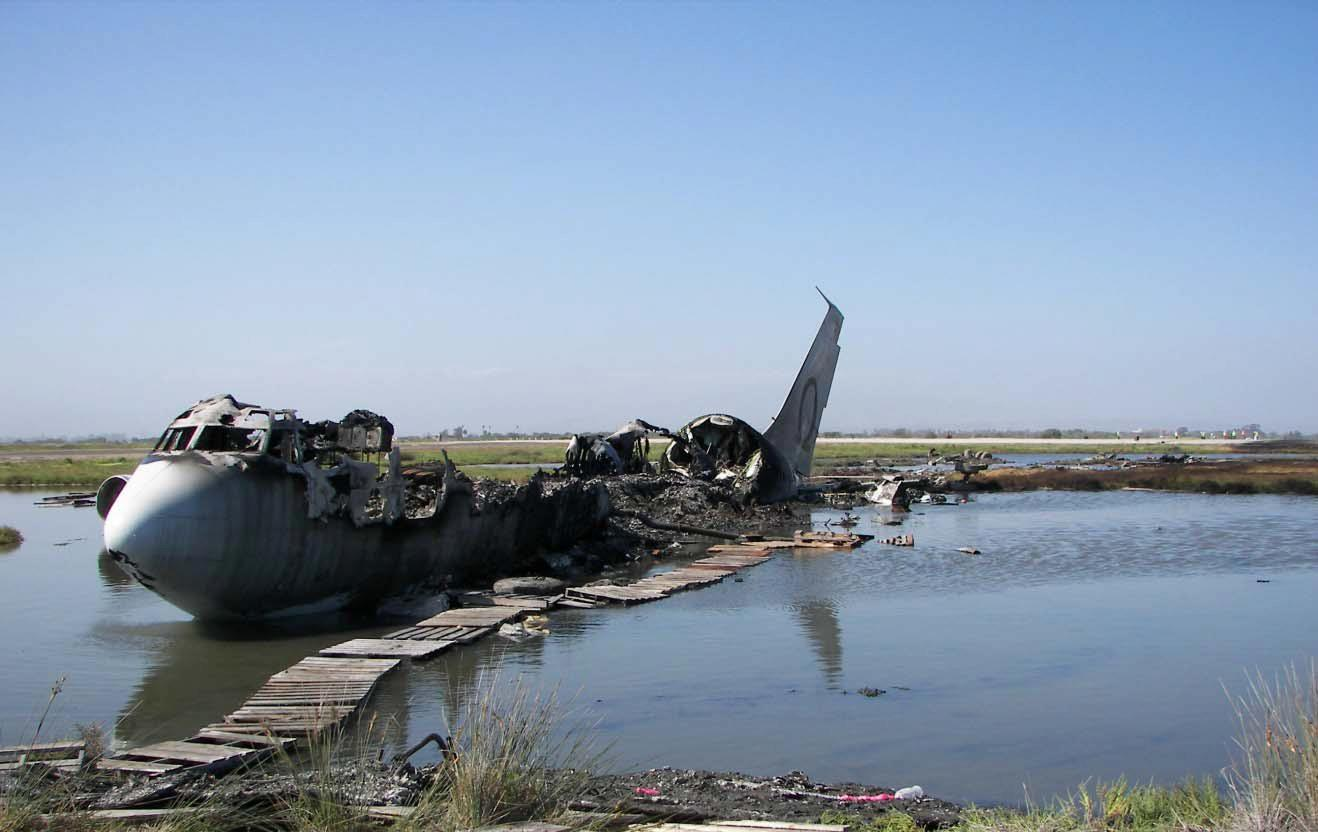
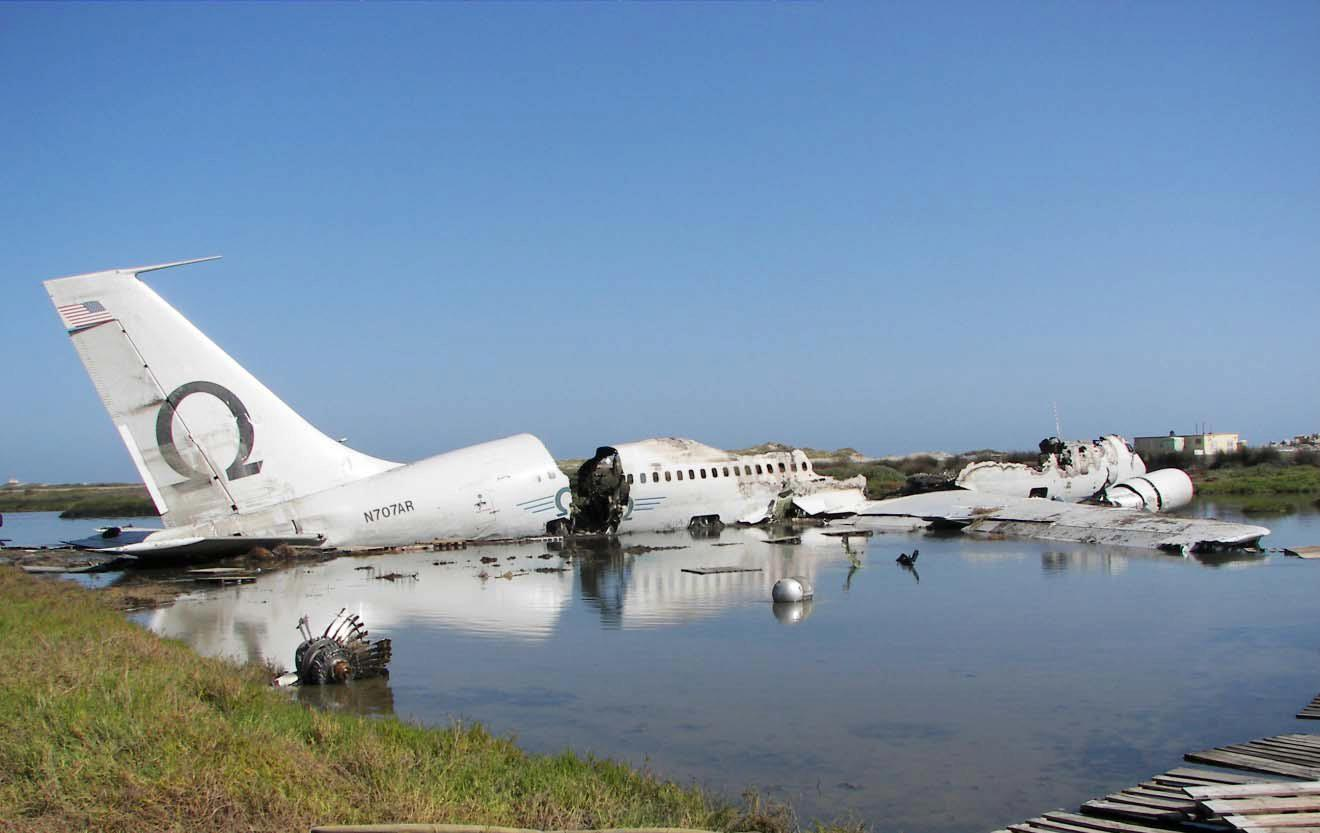

## Enquête

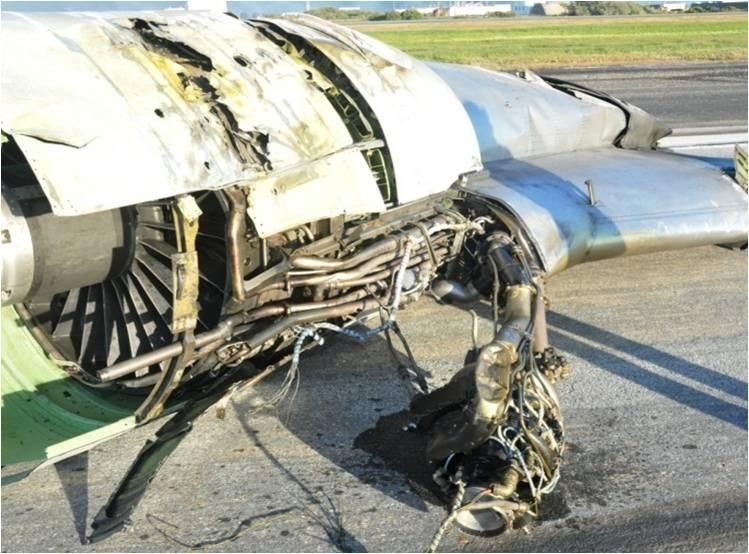
Photo en gros plan du moteur n°2, qui est tombé sur la piste 21 lors du décollage.

La fixation du longeron médian de l'aile du 707 présente une configuration à angle droit : la partie verticale se fixe à la cloison du pylône, tandis que les parties horizontales supérieure et inférieure prennent en sandwich le longeron médian du pylône. La partie centrale de cette fixation est reliée à celle du support avant, située sous l'aile. 
Plusieurs fissures au niveau de la fixation du longeron médian, causées par la fatigue du métal, ont été observées au niveau des parties horizontales supérieure et inférieure, là où elles fusionnent avec la partie centrale de la fixation du longeron. Selon Boeing, 45 cas de fissuration par fatigue au niveau des ferrures du longeron central ont été signalées, dont trois conduisant à la séparations d'un moteur, avant l'accident du vol 70.
Entre 1975 et 1993, une série de bulletins de service publiés par Boeing et de consignes de navigabilité émise par la Federal Aviation Administration (FAA) ont été publiés pour remédier aux problèmes de fissures sur le longeron médian. Ces inspections comprenaient notamment des inspections initiales des ferrures du longeron médian des moteurs n°2 et n°3, suivies d'inspections visuelles répétées. Lorsque ces ferrures ont finalement été remplacées par des ferrures plus grandes dans les zones critiques, les inspections ont été interrompues. Des bandes d'affaissement de la nacelle devaient également être installées ; elles étaient censées signaler la rupture de la structure de support de la nacelle.
Omega Aerial Refueling Services a procédé à des inspections visuelles de 1996 à 2003. Un examen des dossiers a alors révélé que les ferrures avaient été remplacées par l'ancien exploitant de l'avion en 1983. De ce fait, les inspections ont été interrompues. Cependant, l'inspection après l'accident a montré qu'aucun remplacement des ferrures n'avait eu lieu. De ce fait, des fissures de fatigue se sont formées dans les anciennes ferrures, qui étaient alors devenu inadéquates.

### Conclusion
Le Conseil national de la sécurité des transports (NTSB) a déterminé que la cause probable de cet accident est la défaillance d'une ferrure du longeron médian, sujette au risque de fissure de fatigue, aurait dû être remplacée par une version plus récente et plus résistante, conformément à une consigne de navigabilité. Une erreur de maintenance, inscrite par un ancien propriétaire de l'avion, indiquant à tort que la ferrure plus récente avait été installée, a également été à l'origine de cette défaillance.